# دبوسي حلقي
دبوسي حلقي (الاسم العلمي: Claviceps annulata) هو نوع من الفطريات يتبع جنس الدبوسي من الفصيلة الدبوسية.